# 学園南インターチェンジ
学園南インターチェンジ （がくえんみなみインターチェンジ）は、兵庫県神戸市垂水区多聞町にある第二神明道路北線のインターチェンジである。
明石・永井谷JCT方面のみのハーフインターで、西隣には大阪・垂水JCT方面のハーフインターである長坂ICがある。
第二神明道路北線東端のインターチェンジで、これ以東は小束山ふれあいトンネル、垂水JCT、阪神高速5号湾岸線を介して第二神明道路へ接続する。

## 道路
- E94 第二神明道路北線（11番）

※IC番号は第二神明道路との通し番号

## 接続する道路
- 神戸西バイパス一般部
  - 出口を出てすぐに小束山6丁目交差点で県道488号長坂垂水線に接続
    - 直進　神戸淡路鳴門自動車道垂水IC・県道65号神戸加古川姫路線（神戸方面）・福田川交差点経由国道2号方面
    - 左折　神戸総合運動公園・神戸研究学園都市・市道夢野白川線（旧西神戸有料道路）・県道65号神戸加古川姫路線（姫路方面）方面
    - 右折　垂水警察署・舞子駅前経由国道2号方面

## 周辺
- 神戸総合運動公園
  - 神戸総合運動公園野球場（ほっともっとフィールド神戸）
  - 神戸総合運動公園陸上競技場（ユニバー記念陸上競技場）
  - 神戸総合運動公園体育館（グリーンアリーナ神戸）
- 神戸研究学園都市
  - 神戸市外国語大学
  - 流通科学大学
  - 神戸市看護大学
  - 神戸芸術工科大学
  - 兵庫県立大学
  - 神戸市立工業高等専門学校
- ヤマダデンキ家電住まいる館YAMADA神戸垂水店[1]
- コストコ神戸倉庫店

## 隣
E94 第二神明道路北線
(3) 垂水JCT - (11) 学園南IC - (12) 長坂IC